# خرابة طاهر (السدة)

تعديل مصدري - تعديل

خرابة طاهر هي إحدى قرى عزلة الأعماس بمديرية السدة التابعة لمحافظة إب، بلغ تعداد سكانها 306 نسمة حسب تعداد اليمن لعام 2004.